# Rhyacia similis
Rhyacia similis är en fjärilsart som beskrevs av Otto Staudinger 1881. Rhyacia similis ingår i släktet Rhyacia och familjen nattflyn. Inga underarter finns listade.